# 1471
Il 1471 (MCDLXXI in numeri romani) è un anno  del XV secolo.

## Eventi
- 14 aprile – Battaglia di Barnet: Nel corso della quarta fase della Guerra delle due rose, gli York infliggono una dura sconfitta ai Lancaster.
- 4 maggio – Battaglia di Tewkesbury: Le forze fedeli al casato di Lancaster vennero completamente sconfitte da quelle del rivale Casato di York guidate dal re Edoardo IV d'Inghilterra.
- 8 agosto – Sisto IV viene eletto pontefice, successore di Paolo II.
- 25 novembre – eletto doge di Venezia Nicolò Tron.
- Viene stampata la versione latina del Corpus hermeticum di Ermete Trismegisto, destinato ad avere un'importanza fondamentale su tutto il pensiero rinascimentale.
- I portoghesi giungono in Costa d'Oro (zona dell'attuale Ghana).

## Nati
- 17 gennaio - Kṛṣṇadevarāya, sovrano indiano († 1529)
- 9 febbraio - Elisabetta Gonzaga, mecenate italiana († 1526)
- 21 maggio - Albrecht Dürer, pittore, incisore e matematico tedesco († 1528)
- 27 agosto - Giorgio di Sassonia, nobile tedesco († 1539)
- 10 settembre - Raffaele de' Pazzi, condottiero italiano († 1512)
- 7 ottobre - Federico I di Danimarca, re († 1533)
- Mariano Abignente, condottiero italiano
- Giovanni Baschenis, pittore italiano († 1503)
- Bogdan il Cieco, nobile moldavo († 1517)
- Zanobi Carnesecchi di Francesco, politico italiano
- Andrea Centurione Pietrasanta, doge († 1546)
- Symphorien Champier, medico francese († 1539)
- Paolo Cortesi, scrittore italiano († 1510)
- John Forest, francescano inglese († 1538)
- Galeotto Franciotti della Rovere, cardinale e vescovo cattolico italiano († 1508)
- Giacomo Boschetti, militare italiano († 1509)
- Benedetto Giovio, notaio e storico italiano († 1545)
- Anne Hastings, nobildonna inglese († 1520)
- Publio Francesco Modesti, letterato italiano († 1557)
- Rodrigo Ronquillo, militare e nobile spagnolo († 1552)
- Simone V di Lippe, nobile tedesco († 1536)

## Morti
- 9 gennaio - Ottone V di Brunswick-Lüneburg, nobile tedesco (n. 1439)
- 18 gennaio - Go-Hanazono, imperatore giapponese (n. 1419)
- 19 gennaio - Antonio Beccadelli, poeta, storico e scrittore italiano (n. 1394)
- 10 febbraio - Federico II di Brandeburgo, principe (n. 1413)
- 18 febbraio - Antonio Petrucci, politico e letterato italiano (n. 1400)
- 22 febbraio - István Várdai, cardinale e arcivescovo cattolico ungherese
- 11 marzo - Alessandra Macinghi, scrittrice italiana (n. 1406)
- 12 marzo - Dionigi di Rijkel, monaco cristiano, presbitero e mistico belga (n. 1402)
- 14 marzo - Thomas Malory, scrittore inglese
- 22 marzo - Giorgio di Boemia, re (n. 1420)
- 14 aprile - John Neville, I marchese di Montagu, nobile britannico (n. 1431)
- 14 aprile - Richard Neville, XVI conte di Warwick, nobile e condottiero inglese (n. 1428)
- 4 maggio - John Beaufort, marchese di Dorset, nobile inglese (n. 1455)
- 4 maggio - Edoardo di Lancaster, principe inglese (n. 1453)
- 6 maggio - Edmund Beaufort, IV duca di Somerset, militare inglese (n. 1438)
- 21 maggio - Enrico VI d'Inghilterra, politico britannico (n. 1421)
- 13 luglio - Ulrico II di Meclemburgo-Stargard, duca
- 25 luglio - Giovanni Soreth, presbitero francese
- 25 luglio - Tommaso da Kempis, monaco cristiano, mistico e biografo tedesco
- 26 luglio - Papa Paolo II, papa, vescovo cattolico e cardinale italiano (n. 1417)
- 20 agosto - Borso d'Este, duca (n. 1413)
- 13 settembre - Filippo Franchi, giurista italiano
- 27 settembre - Marino De Paulis, arcivescovo cattolico italiano
- 4 ottobre - Henry Stafford, nobile inglese (n. 1425)
- 9 novembre - Cristoforo Moro, doge (n. 1390)
- 14 dicembre - Leone de Lazara, giurista e politico italiano (n. 1397)
- 17 dicembre - Isabella d'Aviz, principessa portoghese (n. 1397)
- Anna di Tver', nobile
- Ermolao Barbaro il Vecchio, umanista e vescovo cattolico italiano (n. 1410)
- Antonia da Barignano, nobildonna (n. 1399)
- Francesco Barozzi, vescovo cattolico e umanista italiano
- Galeotto di Campofregoso, condottiero italiano
- Giovanni Raimondo Folch II de Cardona, nobile (n. 1400)
- Elena di Kleve, principessa tedesca (n. 1423)
- Arnoul Gréban, drammaturgo francese
- Bartolomeo II Martinengo, nobile italiano (n. 1425)
- Tisbe Martinengo, nobile italiana
- Francesco Moranzone, scultore e intagliatore italiano
- Andrea Pannonio, incisore ungherese (n. 1430)
- Luca de Sarzana, vescovo cattolico italiano
- Atik Sinan, architetto ottomano
- João Gonçalves Zarco, esploratore portoghese
- Abd al-Rahman al-Tha'alibi, giurista e teologo arabo (n. 1384)
- Carlo II d'Albret, militare e politico francese (n. 1407)

## Calendario
| Calendario 1471 | Calendario 1471 | Calendario 1471 | Calendario 1471 | Calendario 1471 | Calendario 1471 | Calendario 1471 | Calendario 1471 | Calendario 1471 | Calendario 1471 | Calendario 1471 | Calendario 1471 | Calendario 1471 | Calendario 1471 | Calendario 1471 | Calendario 1471 | Calendario 1471 | Calendario 1471 | Calendario 1471 | Calendario 1471 | Calendario 1471 | Calendario 1471 | Calendario 1471 | Calendario 1471 | Calendario 1471 | Calendario 1471 | Calendario 1471 | Calendario 1471 | Calendario 1471 | Calendario 1471 | Calendario 1471 | Calendario 1471 | Calendario 1471 |
| --------------- | --------------- | --------------- | --------------- | --------------- | --------------- | --------------- | --------------- | --------------- | --------------- | --------------- | --------------- | --------------- | --------------- | --------------- | --------------- | --------------- | --------------- | --------------- | --------------- | --------------- | --------------- | --------------- | --------------- | --------------- | --------------- | --------------- | --------------- | --------------- | --------------- | --------------- | --------------- | --------------- |
|                 | 1               | 2               | 3               | 4               | 5               | 6               | 7               | 8               | 9               | 10              | 11              | 12              | 13              | 14              | 15              | 16              | 17              | 18              | 19              | 20              | 21              | 22              | 23              | 24              | 25              | 26              | 27              | 28              | 29              | 30              | 31              |                 |
| Gennaio         | Ma              | Me              | Gi              | Ve              | Sa              | Do              | Lu              | Ma              | Me              | Gi              | Ve              | Sa              | Do              | Lu              | Ma              | Me              | Gi              | Ve              | Sa              | Do              | Lu              | Ma              | Me              | Gi              | Ve              | Sa              | Do              | Lu              | Ma              | Me              | Gi              |                 |
| Febbraio        | Ve              | Sa              | Do              | Lu              | Ma              | Me              | Gi              | Ve              | Sa              | Do              | Lu              | Ma              | Me              | Gi              | Ve              | Sa              | Do              | Lu              | Ma              | Me              | Gi              | Ve              | Sa              | Do              | Lu              | Ma              | Me              | Gi              |                 |                 |                 |                 |
| Marzo           | Ve              | Sa              | Do              | Lu              | Ma              | Me              | Gi              | Ve              | Sa              | Do              | Lu              | Ma              | Me              | Gi              | Ve              | Sa              | Do              | Lu              | Ma              | Me              | Gi              | Ve              | Sa              | Do              | Lu              | Ma              | Me              | Gi              | Ve              | Sa              | Do              |                 |
| Aprile          | Lu              | Ma              | Me              | Gi              | Ve              | Sa              | Do              | Lu              | Ma              | Me              | Gi              | Ve              | Sa              | Do              | Lu              | Ma              | Me              | Gi              | Ve              | Sa              | Do              | Lu              | Ma              | Me              | Gi              | Ve              | Sa              | Do              | Lu              | Ma              |                 |                 |
| Maggio          | Me              | Gi              | Ve              | Sa              | Do              | Lu              | Ma              | Me              | Gi              | Ve              | Sa              | Do              | Lu              | Ma              | Me              | Gi              | Ve              | Sa              | Do              | Lu              | Ma              | Me              | Gi              | Ve              | Sa              | Do              | Lu              | Ma              | Me              | Gi              | Ve              |                 |
| Giugno          | Sa              | Do              | Lu              | Ma              | Me              | Gi              | Ve              | Sa              | Do              | Lu              | Ma              | Me              | Gi              | Ve              | Sa              | Do              | Lu              | Ma              | Me              | Gi              | Ve              | Sa              | Do              | Lu              | Ma              | Me              | Gi              | Ve              | Sa              | Do              |                 |                 |
| Luglio          | Lu              | Ma              | Me              | Gi              | Ve              | Sa              | Do              | Lu              | Ma              | Me              | Gi              | Ve              | Sa              | Do              | Lu              | Ma              | Me              | Gi              | Ve              | Sa              | Do              | Lu              | Ma              | Me              | Gi              | Ve              | Sa              | Do              | Lu              | Ma              | Me              |                 |
| Agosto          | Gi              | Ve              | Sa              | Do              | Lu              | Ma              | Me              | Gi              | Ve              | Sa              | Do              | Lu              | Ma              | Me              | Gi              | Ve              | Sa              | Do              | Lu              | Ma              | Me              | Gi              | Ve              | Sa              | Do              | Lu              | Ma              | Me              | Gi              | Ve              | Sa              |                 |
| Settembre       | Do              | Lu              | Ma              | Me              | Gi              | Ve              | Sa              | Do              | Lu              | Ma              | Me              | Gi              | Ve              | Sa              | Do              | Lu              | Ma              | Me              | Gi              | Ve              | Sa              | Do              | Lu              | Ma              | Me              | Gi              | Ve              | Sa              | Do              | Lu              |                 |                 |
| Ottobre         | Ma              | Me              | Gi              | Ve              | Sa              | Do              | Lu              | Ma              | Me              | Gi              | Ve              | Sa              | Do              | Lu              | Ma              | Me              | Gi              | Ve              | Sa              | Do              | Lu              | Ma              | Me              | Gi              | Ve              | Sa              | Do              | Lu              | Ma              | Me              | Gi              |                 |
| Novembre        | Ve              | Sa              | Do              | Lu              | Ma              | Me              | Gi              | Ve              | Sa              | Do              | Lu              | Ma              | Me              | Gi              | Ve              | Sa              | Do              | Lu              | Ma              | Me              | Gi              | Ve              | Sa              | Do              | Lu              | Ma              | Me              | Gi              | Ve              | Sa              |                 |                 |
| Dicembre        | Do              | Lu              | Ma              | Me              | Gi              | Ve              | Sa              | Do              | Lu              | Ma              | Me              | Gi              | Ve              | Sa              | Do              | Lu              | Ma              | Me              | Gi              | Ve              | Sa              | Do              | Lu              | Ma              | Me              | Gi              | Ve              | Sa              | Do              | Lu              | Ma              |                 |